# Lieinix nemesis
Lieinix nemesis är en fjärilsart som först beskrevs av Pierre André Latreille 1813.  Lieinix nemesis ingår i släktet Lieinix och familjen vitfjärilar. Inga underarter finns listade i Catalogue of Life.

## Bildgalleri

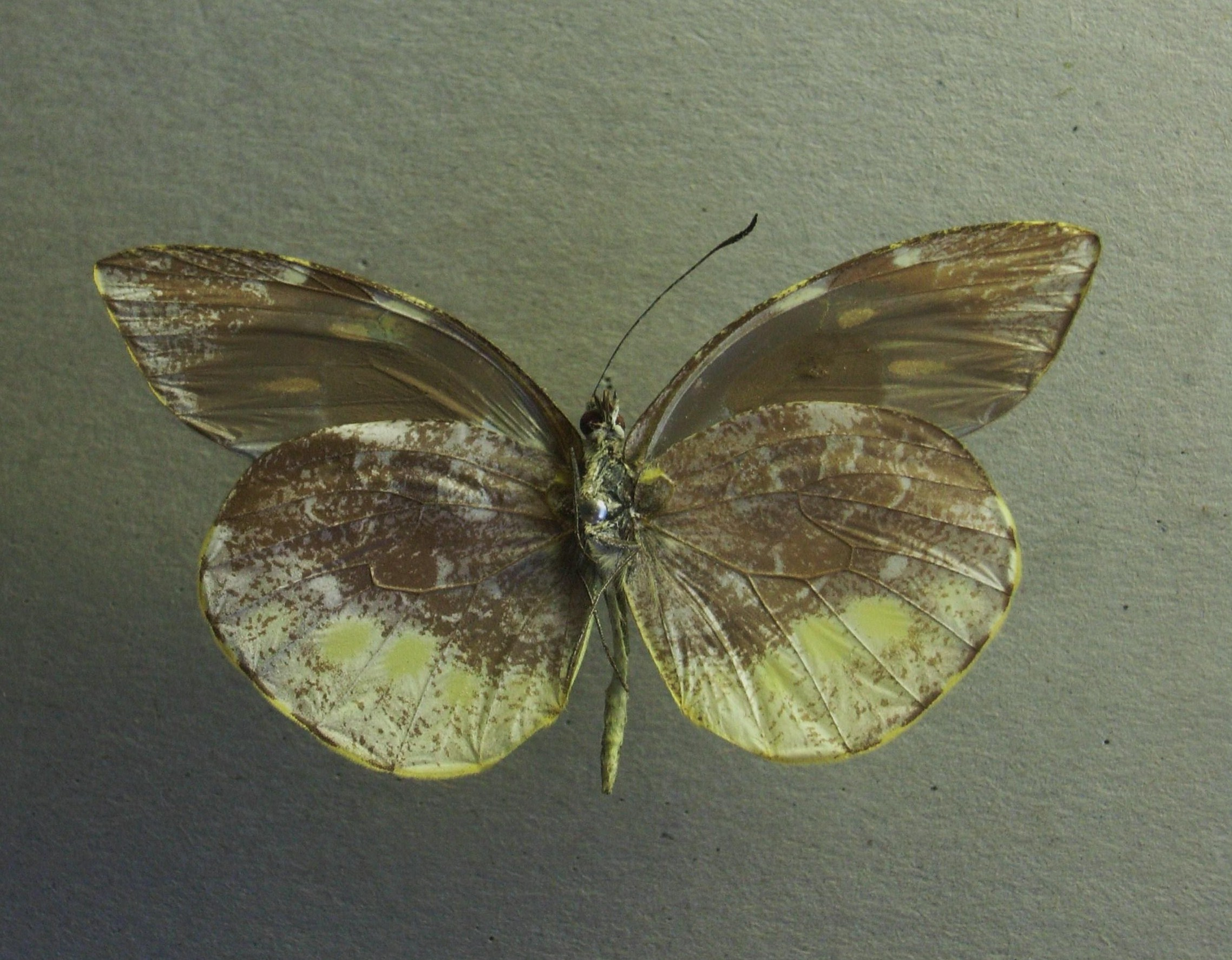
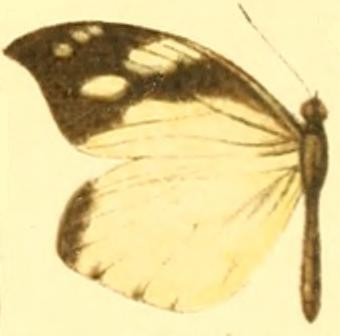
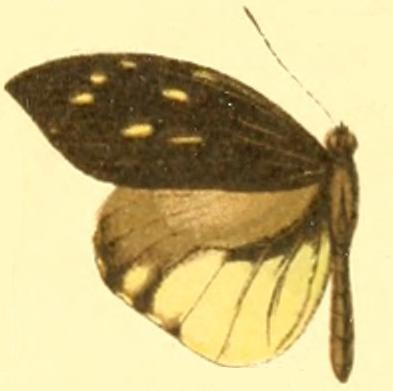